# 扬·赫利娜
扬·赫利娜（捷克語：Jan Hlína，1910年5月14日—1983年9月5日），捷克斯洛伐克共产党领导人之一。
曾经当选为捷共中央政治局候补委员。1983年去世。

## 获奖
- 共和国勋章（1960年5月13日）[2]
- 胜利的二月勋章（1973年2月20日）[3]